# Triaeris macrophthalmus medius
Triaeris macrophthalmus medius is een spinnensoort in de taxonomische indeling van de Dwergcelspinnen (Oonopidae).
Het dier behoort tot het geslacht Triaeris. De wetenschappelijke naam van de soort werd voor het eerst geldig gepubliceerd in 1914 door Lucien Berland.